# Kristdemokratiska Folkpartiet
Kristdemokratiska Folkpartiet, (moldaviska:Partidul Popular Creştin Democrat), (CDPP), är ett politiskt parti i Moldavien, lett av Iurie Roşca.
CDPP är det enda större partiet i landet som verkar för återförening med Rumänien.
Det har sina rötter i Moldaviens demokratiska rörelse (1988-1989) och Moldaviens folkfront (1989-1992). 
Partiet deltog under 1990-talet i två valallianser:
- Kristdemokratiska folkfronten, 1994
- Moldaviens demokratiska konvent, 1998

I parlamentsvalet den 6 mars 2005 fick PPCD 141 341 röster (9,07 %) och 11 mandat.